# Kazım Türkmen
Kazım Türkmen (* 1972 in Şalpazarı) ist ein türkischer islamischer Theologe und Rechtsgelehrter der türkischen Religionsbehörde Diyanet. Er fungiert als Vorsitzender der Türkisch-Islamischen Union der Anstalt für Religion (DİTİB) mit Hauptsitz in Köln.

## Leben
Türkmen studierte an der Ondokuz Mayıs Üniversitesi in Samsun Islamische Theologie und islamisches Recht. 1996 wurde er Imam in einer Gemeinde im Bezirk Hayrat bei Trabzon. Zwischen 1998 und 2000 absolvierte er eine Fortbildung am Haseki Abdurrahman Gürses Eğitim Merkezi. Anschließend war er Imam in einer Gemeinde im Bezirk Ardeşen bei Rize. Zwischen 2002 und 2005 war er Mufti in Eğil bei Diyarbakır. 2005 kam Türkmen nach Deutschland und war als Religionsbeauftragter in der Selimiye-Moschee in Dinslaken tätig, ehe er 2009/10 wieder als Prediger in der Türkei (Istanbul) arbeitete. Zuletzt war er Religionsattache im Türkischen Generalkonsulat in Stuttgart (2010–2012) und wurde im Februar 2012 in den Verwaltungsrat der DİTİB berufen. Im Januar 2019 wurde er Vorsitzender der DİTİB. Im August 2022 wurde Türkmen von der Diyanet als religiöse Autorität in Deutschland abberufen und zurück in die Türkei beordert, bleibe aber bis zur Wahl eines Nachfolgers Vorsitzender der DİTİB.